# Adam Moltke-Huitfeldt (1864-1944)
 Der er flere personer med dette navn, se Adam Moltke.
Adam Gottlob Carl greve Moltke-Huitfeldt (født 31. juli 1864 i Paris, død 19. oktober 1944 i København) var en dansk godsejer, far til en søn af samme navn og Léon Moltke-Huitfeldt.
Han var søn af gesandt, kammerherre Gebhard Léon greve Moltke-Huitfeldt og Marie født grevinde Seebach, blev 1883 student fra Odense Katedralskole, 1891 cand. jur. og samme år ansat som assistent i Udenrigsministeriet. 24. december 1892 blev han attaché i Paris, hvor faderen var gesandt, og var 1896-98 legationssekretær sammesteds. Han blev 1. august 1898 Ridder af Dannebrog og 1906 kammerherre. Han bar også Æreslegionen og Sankt Annas Orden.
28. november 1896 blev Moltke-Huitfeldt besidder af stamhuset Moltkenborg, som blev opløst 1916. Derefter ejede han substitutionen herfor. 11. februar 1902 blev han desuden besidder af det Huitfeldtske Fideikommis.
Moltke-Huitfeldt ægtede 29. december 1896 i Washington D.C. prinsesse Louise Eugenie Bonaparte (7. februar 1873 i Baltimore – 22. januar 1923 i Biarritz), datter af oberst i den franske hær Jérome Napoléon Bonaparte og Caroline le Roy Appleton.